# Veronika Shutkova
Veronika Shutkova (née le 26 mai 1986) est une athlète biélorusse spécialiste du saut en longueur. 
Médaillée de bronze lors des Championnats du monde juniors de 2004 (6,22 m), elle se classe cinquième des Championnats d'Europe en salle 2011 (6,57 m). Fin mai 2011, à Brest (Biélorussie), Veronika Shutkova améliore son record personnel à la longueur et signe la meilleure marque de l'année avec 6,95 m (+0,2 m/s).

## Palmarès
| Date | Compétition                    | Lieu     | Résultat | Marque |
| ---- | ------------------------------ | -------- | -------- | ------ |
| 2004 | Championnats du monde juniors  | Grosseto | 3e       | 6,22 m |
| 2011 | Championnats d'Europe en salle | Paris    | 5e       | 6,57 m |
| 2012 | Championnats du monde en salle | Istanbul | 6e       | 6,63 m |
| 2012 | Jeux olympiques                | Londres  | 7e       | 6,54 m |

## Records
| Épreuve          | Épreuve      | Marque | Lieu  | Date            |
| ---------------- | ------------ | ------ | ----- | --------------- |
| Saut en longueur | En plein air | 7,01 m | Minsk | 12 juin 2012    |
| Saut en longueur | En salle     | 6,77 m | Gomel | 27 janvier 2012 |